# Pattino (natante)

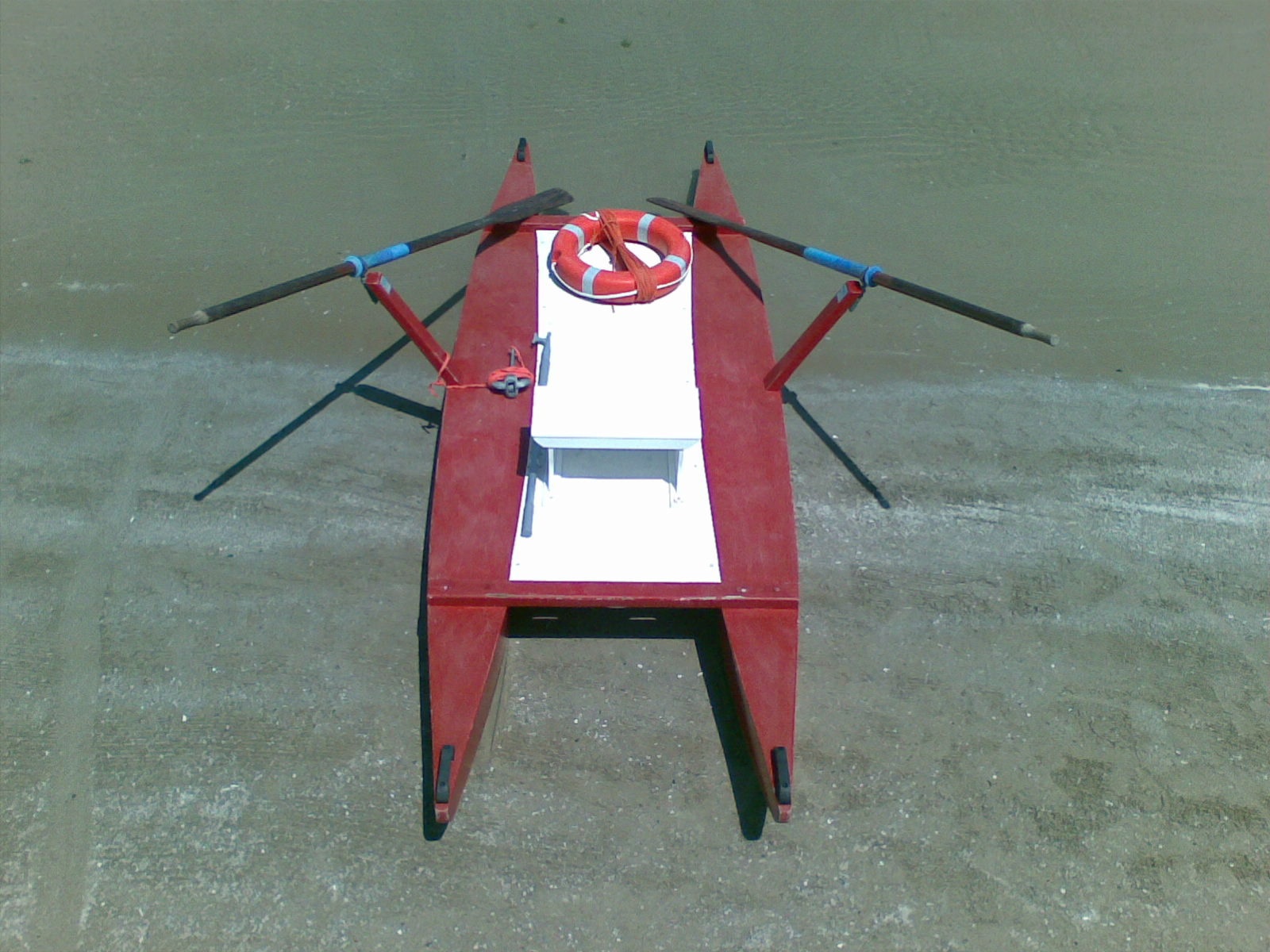
Moscone visto dall'alto con le tipiche dotazioni previste dall'ordinanza di sicurezza balneare 2009 emanata dalla Capitaneria di porto di Pesaro.: salvagente anulare con sagola galleggiante di 25 metri, ancorotto e mezzomarinaro

Il pattìno, o moscone, è un natante da diporto a remi costituito da due galleggianti paralleli detti siluri, gondole, barchette o gavoni, uniti tra loro da traverse che sostengono i sedili.

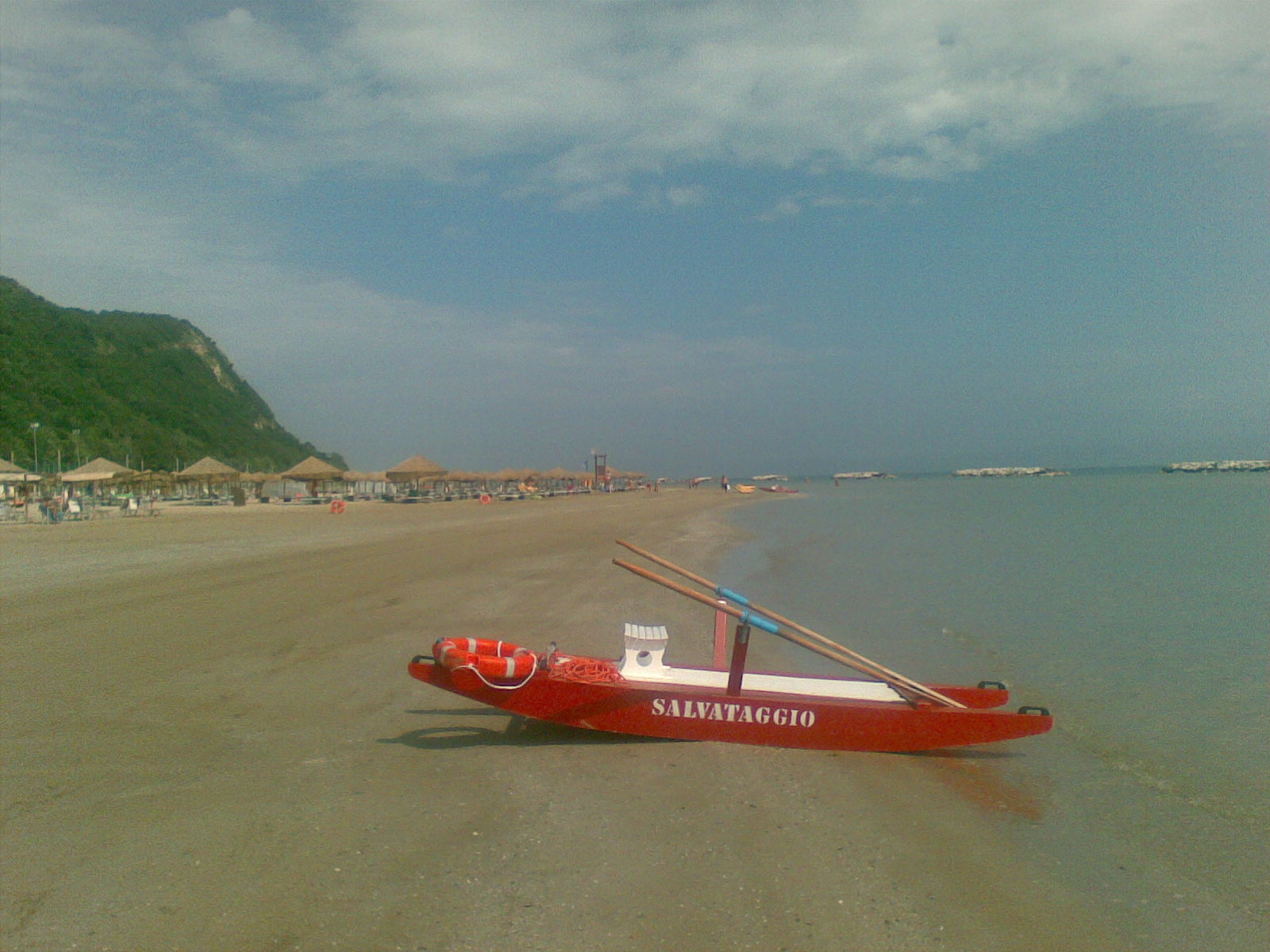
Pattìno da salvataggio sulla battigia di Sottomonte, Pesaro

Viene principalmente utilizzato per il salvataggio e lo svago in mare.

## Utilizzo e armamento del pattino da salvataggio
L'armamento del pattino da salvataggio va fatto immediatamente prima dell'entrata in servizio del bagnino al mattino.
L'armamento consiste nell'equipaggiare il pattino con due remi alloggiati negli appositi scalmi. Sul pattino deve obbligatoriamente trovarsi un salvagente regolamentare da salvataggio di colore arancione e con sagola galleggiante di lunghezza non inferiore a metri 25. Inoltre deve essere equipaggiato con un "mezzomarinaro" che viene utilizzato per riportare a bordo oggetti che si trovano in mezzo al mare e che devono essere rimossi.
Il pattino deve trovarsi sul fronte mare, immediatamente sulla battigia, in modo tale da poter effettuare un tempestivo salvataggio con l'imbarcazione di servizio. Deve essere disposto con il fronte dell'imbarcazione a monte; tuttavia, al rientro da un eventuale salvataggio, deve essere posizionato al contrario (con il retro dell'imbarcazione a monte), in modo tale da favorire le operazioni di trasporto a riva del bagnante soccorso.